# Enrique del Vasto
Enrique del Vasto llamado Il Guercio o El Valeroso (? - 1185), también conocido como Enrique I del Carretto, fue un marqués italiano.

## Biografía
Enrique del Vasto, quinto hijo de Bonifacio del Vasto y de Agnese di Vermandois, participó en la Segunda Cruzada (1147-1148) donde se ganó el sobrenombre de wert (en alemán, valeroso), que sucesivamente fue latinizado a wercius y posteriormente a il guercio. Los lazos con los emperadores de Suabia, conseguidos probablemente durante la cruzada, se consolidaron cuando Federico I Barbarroja descendió sobre Italia con Enrique a su lado. El 10 de junio de 1162, el día siguiente a la destrucción de Milán, Federico enfeudó a Enrique El Valeroso con los territorios del Savonese y las Langas, dando origen a la estirpe de los marqueses de Savona que tomaron todos el nombre de Carretto o del Carretto. Los del Carretto se dividieron en numerosas líneas: de Finale, de Millesimo, de Novello, de Zuccarello, de Calizzano, de Balestrino, etc.
Poco después de 1162 Federico entregó a Enrique del Vasto en matrimonio a su prima Beatriz de Monferrato. En los años sucesivos Enrique será recordado entre sus vasallos "los que lucharon fielmente por el honor del Imperio con riesgo personal hasta el derramamiento de su propia sangre y con el gasto de sus propios bienes". Se convirtió en canciller y consejero del emperador y, en nombre de Federico, negoció con la Liga Lombarda la Paz de Constanza (1183). Murió entre 1184 y 1186. En el curso del siglo XII, Enrique se vio obligado a reconocer la progresiva autonomía de las ciudades de Savona y Noli, a las cuales cedió gran parte de sus derechos feudales de los dos centros, y comenzó a consolidar en Finale la presencia de su familia en [Liguria]. La construcción del primer castillo en el Finalese, Castel Gavone, podría remontarse a 1172. El desarrollo del núcleo urbano de Finale se aceleró en este período, llevando (probablemente en 1193) a la construcción de un primer recinto amurallado, que dio origen formal al Burgus Finarii, hoy Finalborgo, capital del marquesado, cuya existencia está documentada desde 1213.

## Leyenda
En el Bellum Finariense de Gianmario Filelfo se cuenta un hecho que sería el origen del sobrenombre de Enrique y del escudo carrettesco. Durante la cruzada, Enrique habría sido elegido como campeón teniendo que desafiar a un singular campeón musulmán, el príncipe de Joppe. Durante el combate se decidió no solo su suerte personal sino también, según las reglas de la caballería, la de los dos ejércitos (el duelo se desarrolló en sustitución de un enfrentamiento armado). Como recuerdo del afortunado enfrentamiento, Enrique conservó el turbante de su adversario, cuyos colores y rayas se convirtieron en su emblema personal. Además Enrique habría sufrido de estrabismo y este será el motivo por el cual el sobrenombre alemán wert (=valeroso) se habría transformado al italiano il guercio (=tuerto).